# Protogautieria
Protogautieria — рід грибів родини Gomphaceae. Назва вперше опублікована 1965 року.

## Класифікація
Згідно з базою MycoBank до роду Protogautieria відносять 2 офіційно визнані види:
- Protogautieria lutea
- Protogautieria substriata